# 영해 박씨
영해 박씨(寧海 朴氏)는 경상북도 영덕군 영해면을 본관으로 하는 한국의 성씨이다.

## 역사
영해 박씨(寧海 朴氏)의 시조는 박제상(朴堤上)이다.

## 본관
영해(寧海)는 경북 동북부에 위치한 지명으로 본래 고구려의 우시군(于尸郡)을 통일신라때 유린군(有隣郡)으로 고쳤고, 고려초에 예주(禮州)로 하였다가 1310년에 영해부로 개칭하였으며 1913년 영덕군에 통합되어 일부지역은 영해면으로 남아 있다.

## 분파
- 판서공파(判書公派) - 박보생(朴寶生), 박동생(朴東生), 박광선(朴光先), 박광우(朴光佑), 박광정(朴光廷)
- 태사공파(太師公派) - 박덕주(朴德柱)
- 돈옹공파(遯翁公派) - 박앙(朴鞅)
- 봉화공파(奉化公派) - 박유(朴㽕)
- 칠의공파(七義公派) - 박충옥(朴忠玉)

## 정치가
- 박원계(朴元桂, 1282년 ~ 1348년) : 1301년(충렬왕 27) 문과에 급제하여 충숙왕 때 강릉도 존무사를 거쳐 전법판서를 지냈으며 1348년(충목왕 4) 이학도감판사(吏學都監判事)가 되었다.
- 박경(朴經, 1350년 ∼ 1414년) : 조선이 개국된 후 대사헌과 완산부윤을 역임했다. 시호는 양정(良靖).
- 박자청(朴子靑, 1357년 ~ 1423년) : 황희석(黃希碩)의 가인(家人)이다. 내시로 출사해 낭장(郞將)에 오르고, 1392년 조선이 개국되자 황희석(黃希碩)의 덕으로 중랑장(中郞將)으로 승진하였다. 1419년(세종 1) 우군도총제부판사(右軍都摠制府判事)에 이르렀다.
- 박헌영(朴憲永) : 남조선로동당을 결성한 공산주의자이다.
- 박구일(朴九溢) : 대한민국 정치가, 제14-15대 국회의원을 역임했다.
- 박승국(朴承國) : 대한민국 정치가, 김수한 국회의장계에 속하였다. 제15-16대 국회의원을 역임했다.

## 과거 급제자
조선시대 문과 급제자는 없고, 무과 급제자 12명과 많은 역관을 배출하였다.
고려 문과
박원계(朴元桂)
무과
박경운(朴景雲) 박구(朴球) 박기운(朴己云) 박률(朴嵂) 박시준(朴時俊)
박욱(朴昱) 박응량(朴應良) 박일룡(朴一龍) 박정(朴靖) 박종호(朴宗豪)
박희지(朴希止) 박희현(朴希賢)
생원시
박동제(朴東濟) 박로(朴輅) 박명학(朴命嶨) 박사섭(朴師燮) 박사태(朴師泰)
박순(朴淳) 박용(朴溶) 박유명(朴由明) 박재실(朴在實)
진사시
박기동(朴璣東) 박내원(朴來遠) 박내준(朴來駿) 박노수(朴魯洙) 박명벽(朴命壁)
박사섭(朴師燮) 박영(朴泳) 박해(朴諧) 박현(朴絢)
역과
박계진(朴季振) 박기영(朴耆榮) 박노영(朴魯榮) 박명준(朴命浚) 박명철(朴命澈)
박명홍(朴命鴻) 박문한(朴文漢) 박보영(朴普榮) 박분(朴蕡) 박상만(朴尙蔓)
박세화(朴世和) 박수현(朴守賢) 박승연(朴承然) 박승헌(朴承𨯶) 박승혁(朴承)
박승훈(朴承鑂) 박시영(朴時榮) 박시진(朴始振) 박신영(朴愼榮) 박언필(朴彦弼)
박언황(朴彦璜) 박옹(朴蓊) 박원영(朴元榮) 박유성(朴有性) 박유신(朴有信)
박유은(朴有恩) 박유현(朴有賢) 박인후(朴仁厚) 박정한(朴鼎漢) 박정환(朴正桓)
박종홍(朴宗弘) 박진영(朴晉榮) 박진원(朴鎭元) 박진철(朴鎭喆) 박진형(朴鎭亨)
박진홍(朴鎭弘) 박춘위(朴春煒) 박치검(朴致儉) 박치규(朴致奎) 박치륜(朴致倫)
박태영(朴台榮) 박필영(朴必榮) 박회영(朴晦榮)
율과
박상연(朴尙筵)
음양과
박명협(朴命浹) 박유경(朴有慶) 박유상(朴有常) 박유항(朴有恒) 박춘욱(朴春煜)
의과
박지영(朴智榮) 박치수(朴致秀)

## 집성촌
- 경기도 양평군 양동면 쌍학리, 지평면 월산리
- 경기도 용인시 일원
- 강원도 철원군 근남면 사곡리, 김화읍 도창리
- 강원도 양구군 방산면 고방산리
- 강원도 고성군 간성읍 해상리
- 강원도 회양군 일원
- 충남 예산군 신양면 죽천리
- 충남 서천군 판교면 일원
- 충북 보은군 회인면
- 경북 안동시 서후면 성곡리
- 경북 청송군 진보면 각산리
- 경북 봉화군 봉성면 금봉리, 원둔리
- 경북 예천군 감천면 대맥리
- 경북 영덕군 영해면 일원
- 경북 울진군 북면 소곡리
- 평북 정주군 안흥면 호현동, 암죽동
- 함남 문천군 일원

## 인구
- 1985년 5,252가구 21,299명
- 2000년 7,985가구 25,189명